# XWork Server
XWork Server — серверное программное обеспечение, которое позволяет быстро проектировать, разрабатывать и устанавливать бизнес-приложения для веб-браузеров и мобильных устройств.
Программа использует технологию IBM Notes/Domino с XPages для быстрой разработки бизнес-приложений с возможностями сотрудничества и социальной деятельности. ПО IBM XWork Server хорошо адаптировано к нуждам малых и больших компаний.
Возможности IBM XWork Server включают:
- Инструменты разработки для Интернета и мобильных устройств, обеспечивающие развитый пользовательский интерфейс с возможностями сотрудничества и социальной деятельности.
- Lotus Domino и технология XPages, облегчающие создание приложений с использованием проверенной среды разработки.
- инструменты и средства управления Xpages, обеспечивающие быструю разработку настроенных приложений для Интернета и мобильных устройств.

## Инструменты разработки приложений для Интернета и мобильных устройств
- Единая платформа программирования для проектирования, разработки и установки приложений с возможностями сотрудничества и социального взаимодействия для браузера, мобильных устройств и ПК.

- Готовые шаблоны, настраиваемые пользователем, для быстрого создания развитых пользовательских интерфейсов с визуальным стилем Web 2.0 и интерактивными возможностями.

- Приложения для социального бизнеса, обеспечивающие подключение к сетевым сообществам для моментального поиска экспертных знаний и совместного использования информации.

- Интеграция своих бизнес-приложений с реляционными и нереляционными базами данных для получения моментального доступа к разнообразным данным.

- Добавление развитых интерактивных пользовательских интерфейсов к новым и существующим бизнес-приложениям.

## Технология IBM Notes/Domino и XPages
- Преимущества технологии XPages, оболочки для разработки приложений на платформе Java в IBM Lotus Domino Designer, для создания приложений с помощью инструментов на основе открытых стандартов.

- HTML, XML, каскадные таблицы стилей, технология JavaScript и программные интерфейсы Representational State Transfer для создания приложений без глубоких знаний в области Java-программирования.

- Функции обеспечения безопасности для мелкомодульных приложений и данных.

- Создание приложений, которые используют логичные, разумные пользовательские каталоги и встроенные службы обмена сообщениями.

- Создание приложений один раз и отправка их в различные веб-приложения и мобильные устройства. Доставка уже существующих Domino-приложений новым пользователям.

## Инструменты и средства управления XPages
- Работа со средствами управления XPages, которые можно перетягивать мышью в WYSIWYG-редакторе или использовать в редакторе разметки для создания приложений.

- Использование преимуществ библиотеки Dojo JavaScript для создания развитого рабочего стола и мобильных веб-интерфейсов.

- Использование надежной разумной объектной модели, которая обеспечивает службы платформы для создания приложений, зависящих от рабочих процессов, с помощью серверной технологии JavaScript.

## Разработки партнёров IBM на XWork Server
- XPages Dynamic (XPD)– конструктор бизнес-приложений. Программная разработка представляет собой платформу для создания веб-интерфейсов к существующим Notes/Domino приложениям и для разработки новых бизнес-приложений с использованием технологий IBM.

В качестве серверного ПО используется XWork Server либо [IBM Notes|IBM Domino].